# Moon Studios
Moon Studios GmbH es una desarrolladora de videojuegos austríaca fundada en 2010 y con sede en Viena, Austria. Son más conocidos por su título de 2015 Ori and the Blind Forest, por el cual el estudio fue galardonado con el premio al Mejor Debut en los Game Developers Choice Awards de 2016.
En 2011, Moon Studios firmó un acuerdo de desarrollo y distribución con Microsoft Game Studios para Ori and the Blind Forest. En el E3 2017 anunciaron una secuela llamada Ori and the Will of the Wisps, que acabaría llegando a Xbox One y Windows 10 en el primer trimestre de 2020 y también a Nintendo Switch en el tercer trimestre del mismo año.
En agosto del 2020, la compañía anunció que estaba trabajando en un ARPG,del que luego se conoció que se llamaba No Rest For The Wicked y sacó early access a mediados de abril de 2024, con reseñas positivas.